# Edox

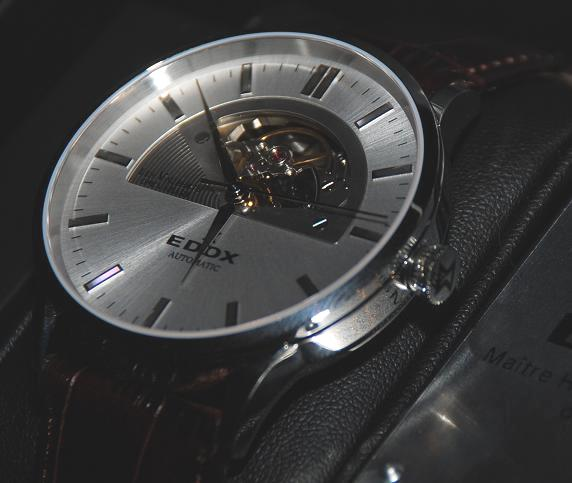
Model Les Vauberts Open Heart, met het merklogo op de kroon

Edox is een Zwitsers horlogemerk, opgericht in 1884 door meesterhorlogemaker Christian Rüefli-Flury in Biel. Edox in Oudgrieks betekent 'uur'. Het logo van het bedrijf is een zandloper.
Nadat Rüefli-Flury in 1921 overleed, nam bankier Robert Kaufmann-Hug de werkplaats over. Onder zijn leiding verschoof het bedrijf de productie van vestzakhorloges naar de productie van het in die tijd in opkomst zijnde polshorloge. Edox was het eerste bedrijf dat zich volledig richtte op polshorloges. Na de Tweede Wereldoorlog nam de verkoop van Edox-horloges toe en om aan de vraag te kunnen blijven voldoen werd in het voorjaar van 1955 een voor die tijd technisch vooruitstrevende horlogefabriek geopend.
In 1961 verkreeg Edox patent op een nieuw kroonsysteem. Deze was voorzien van een dubbele sluitring en hoefde niet te worden dichtgeschroefd. Samen met een dubbele kastbodem was dit de basis voor een sportieve horlogelijn onder de naam Delfin met een waterdichtheid tot 500 meter.
In 1965 nam Victor Flury-Liechti, neef van Kaufmann-Hug, de leiding over.
In 1973, ten tijde van een Zwitserse horlogecrisis, werden de aandelen van Edox overgenomen door ASUAG (de voorloper van de Swatch Group). De samenwerking leverde geen noemenswaardig resultaten op. In 1983 kocht Victor Strambini de aandelen op en richtte zich op de oude waarden en standaarden van het bedrijf: technische innovatie en een elegant of sportief ontwerp. Het hoofdkantoor verhuisde onder leiding van Strambini naar Les Genevez in de Jura.

## Horloges
Begin jaren zeventig bouwde Edox een wereldtijdhorloge, de Geoscope. Op de wijzerplaat staat een wereldbol die elke 24 uur om z'n as draait. Ook de nulmeridiaan en de stand van de zon zijn af te lezen. Dit horloge is een collector's item geworden.
In 1998 werd het horloge Les Bémonts Ultra Slim geïntroduceerd. Dit is een ultraplat horloge met kalender. Het kaliber, met nummer 26000/27000 is 1,4 millimeter hoog. Het is het platste uurwerk met kalender ter wereld.

## Tijdmeting Class 1
Edox verricht sinds november 2006 tijdmetingen voor de Class 1 bootraces. Hiervoor is in samenwerking met technici van Class 1 een tijdmeting bedacht op basis van satellieten en gps-systemen.

## Ambassadeurs
Edox werkt samen met diverse ambassadeurs. Zo komen onder andere de Noorse Powerboat-racer Pal Virik Nilsen en de Tsjechische rally-coureur Martin Prokop uit voor het merk en is Edox tevens official partner van de FIA Rallycross kampioenschappen. In Nederland was duursporter Sebastiaan Horn enige tijd ambassadeur van het merk.